# Crambicybalomia
Crambicybalomia is een geslacht van vlinders uit de familie van de grasmotten (Crambidae), uit de onderfamilie van de Glaphyriinae. De wetenschappelijke naam van dit geslacht is voor het eerst voorgesteld door Wolfram Mey in een publicatie uit 2011.

## Soorten
- Crambicybalomia ariditatis Mey, 2011
- Crambicybalomia similis D. J. L. Agassiz, 2022